# إليسيو

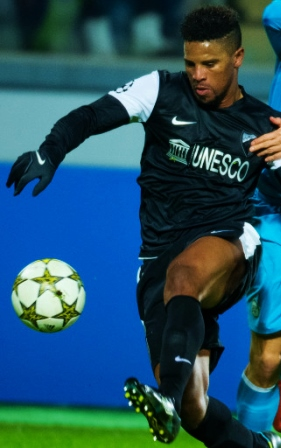

إليسيو بيريرا دوس سانتوس (بالبرتغالية:Eliseu Pereira dos Santos) الشهير باسم إليسيو (مواليد 1 أكتوبر 1983 في الأزور - البرتغال) لاعب كرة قدم برتغالي يلعب حاليا لصالح نادي الدرجة الأولى لاتسيو الإيطالي منذ 2009 في مركز الجناح .

## مسيرته الكروية
لعب إليسيو خلال مسيرته الاحترافية مع 6 أندية في سبعة عشر موسمًا وسجل خلالها 31 هدفًا ضمن 355 مباراة. حيث فاز في موسم واحد بالكأس وفي ثلاثة مواسم بالدوري.
خاض إليسيو مسيرته مع نادي بيلينينسش في موسم 2002–03 في المرة الأولى واستمر معه طيلة ثلاثة مواسم ثم في موسم 2006–07 لمدة موسم واحد، مشاركًا طوالها في 52 مباراة سجل خلالها 3 أهداف. ثم انتقل إلى نادي فارزيم في موسم 2005–06 لمدة موسم واحد، حيث شارك في 16 مباراة سجل خلالها 3 أهداف أيضًا. لينتقل بعدها إلى نادي مالقا في موسم 2007–08 في المرة الأولى ولمدة موسمين ثم في موسم 2010–11 ليلعب معه أربعة مواسم، مشاركًا طوالها في 189 مباراة سجل خلالها 19 هدفًا. ثم انتقل إلى نادي ريال سرقسطة في موسم 2009–10 لمدة موسم واحد، مشاركًا في 21 مباراة سجل خلالها هدفين. هذا وانتقل لاحقًا إلى نادي بنفيكا في موسم 2014–15 ليلعب معه أربعة مواسم، مشاركًا في 75 مباراة سجل خلالها 4 أهداف.

## روابط خارجية
- إليسيو على موقع الاتحاد الأوربي (الإنجليزية)
- إليسيو على موقع قاعدة بيانات كرة القدم.إي يو (الإنجليزية)
- إليسيو على موقع ليكيب (الفرنسية)
- إليسيو على موقع ناشيونال فوتبول تيمز (الإنجليزية)
- إليسيو على موقع Soccerway.com (الإنجليزية)
- إليسيو على موقع عالم كرة القدم.نت (الإنجليزية)
- إليسيو على موقع كووورة
- إليسيو على موقع AS.com (الإسبانية)